# Charanagh
Charanagh (pers. خرانق) – miasto w środkowym Iranie, w ostanie Jazd.

## Historia
Pierwsze ślady osadnictwa pochodzą sprzed ponad 4 000 lat .

## Zabytki
- dzielnica domów zbudowanych z mułu około 1 000 lat temu[1] ;
- meczet zbudowany w czasach panowania dynastii Kadżarów;
- XVII-wieczny "trzęsący się" minaret[2] ;
- karawanseraj zbudowany w czasie panowania dynastii safawidzkiej[3];